# Cameron Park (Texas)
Pour les articles homonymes, voir Cameron Park.
Cameron Park est une census-designated place située dans le comté de Cameron, dans l’État du Texas, aux États-Unis. Sa population s’élevait à 6 963 habitants lors du recensement de 2010.